# Almanza (León)
Almanza ist eine Gemeinde (Municipio) mit 609 Einwohnern (Stand: 2024) im nordwestlichen Zentral-Spanien in der Provinz León in der Autonomen Gemeinschaft Kastilien-León. Vegas del Condado besteht neben dem gleichnamigen Hauptort Almanza aus den Ortschaften Cabrera de Almanza, Calaveras de Abajo, Calaveras de Arriba, Canalejas, Castromudarra, Espinosa de Almanza, La Vega de Almanza und Villaverde de Arcayos.

## Geografie
Almanza liegt etwa 50 Kilometer ostnordöstlich von León am Fuß des Kantabrischen Gebirges und am Río Cea im Westen in einer Höhe von ca. 915 m. 

## Bevölkerungsentwicklung
| Jahr      | 1950 | 1970 | 1981 | 1991 | 2001 | 2011 | 2021 |
| --------- | ---- | ---- | ---- | ---- | ---- | ---- | ---- |
| Einwohner | 731  | 983  | 1180 | 886  | 715  | 612  | 591  |

## Sehenswürdigkeiten
- Burganlage von Almanza
- Turm von Almanza
- Marinenkirche in Almanza
- Kirche von Canalejas

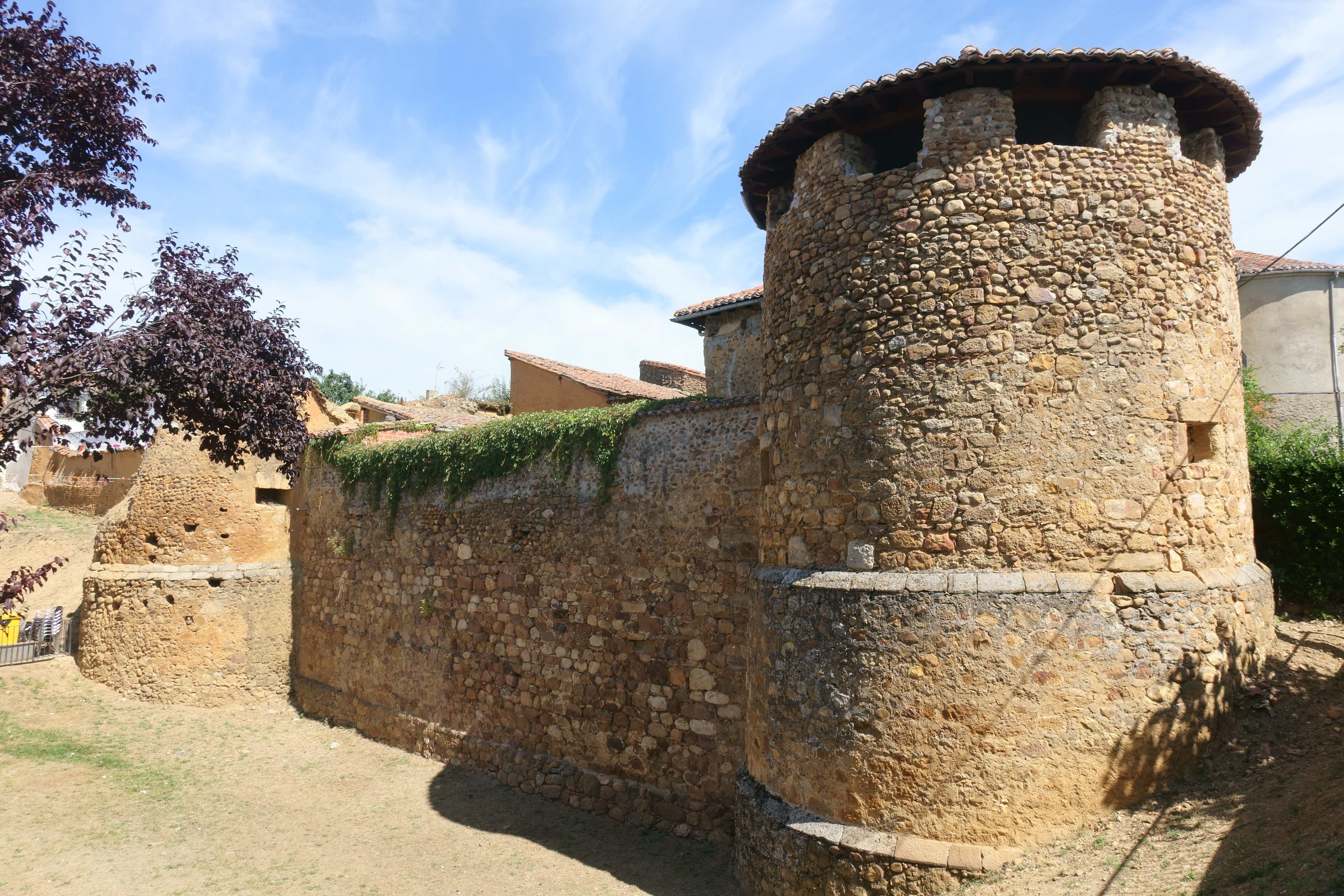
Reste der Burganlage
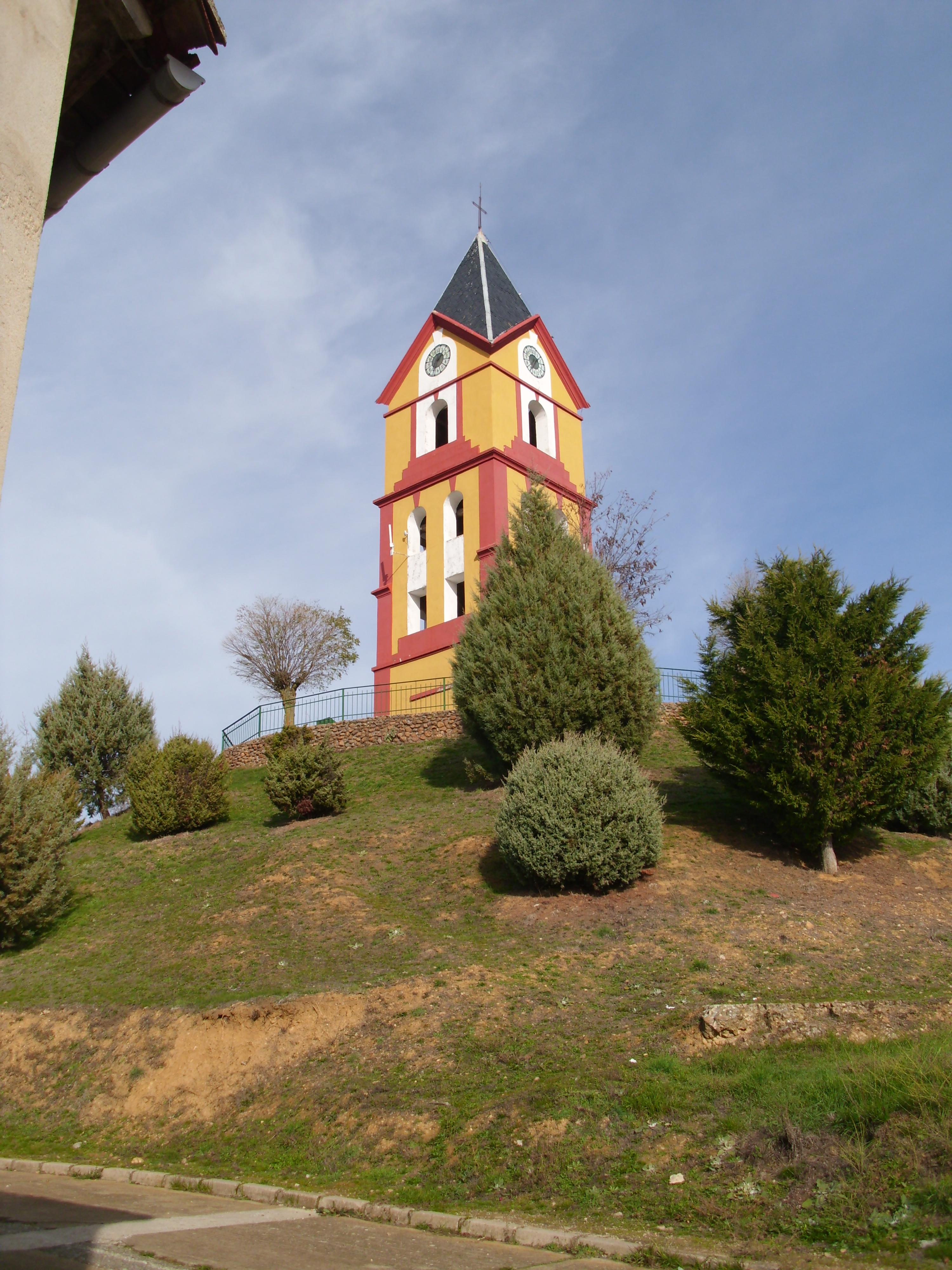
Turm von Almanza
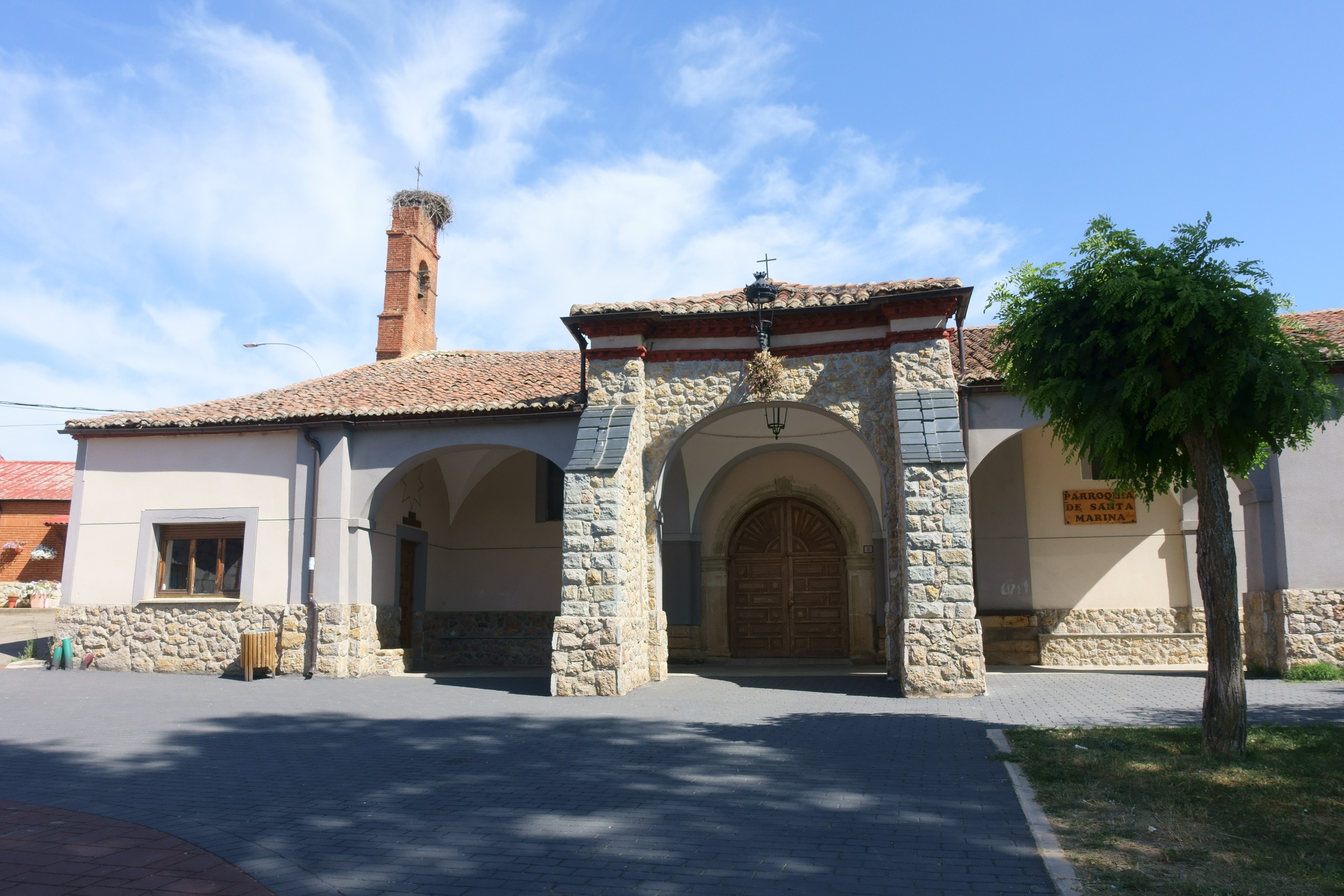
Marinenkirche
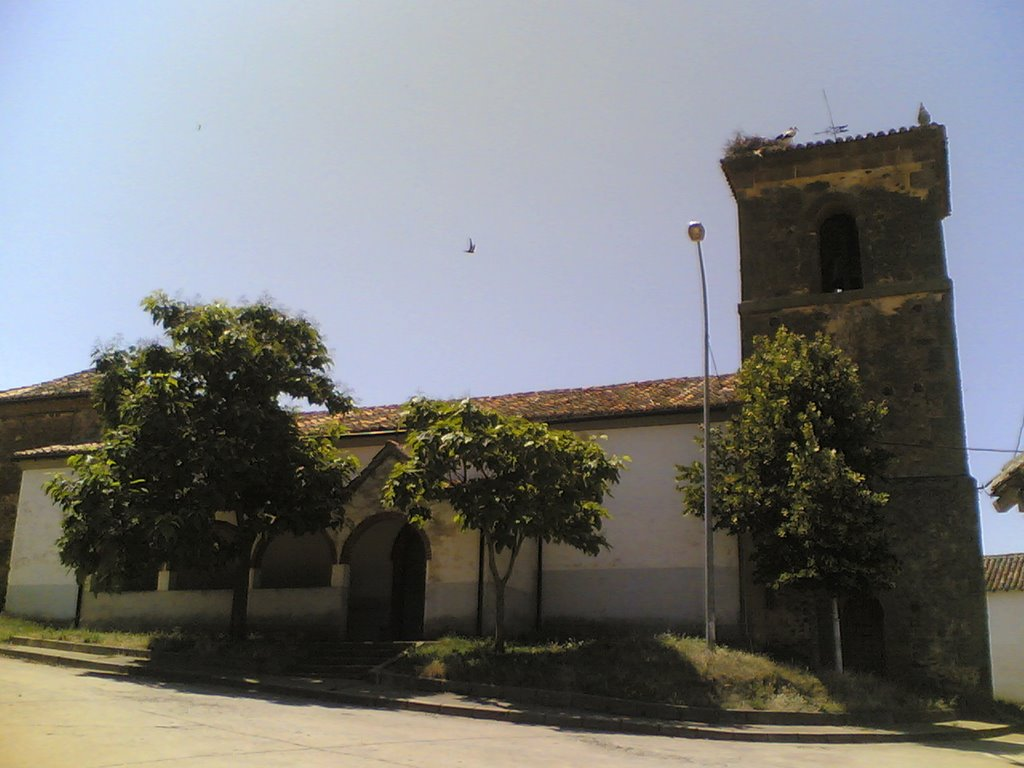
Kirche von Canalejas
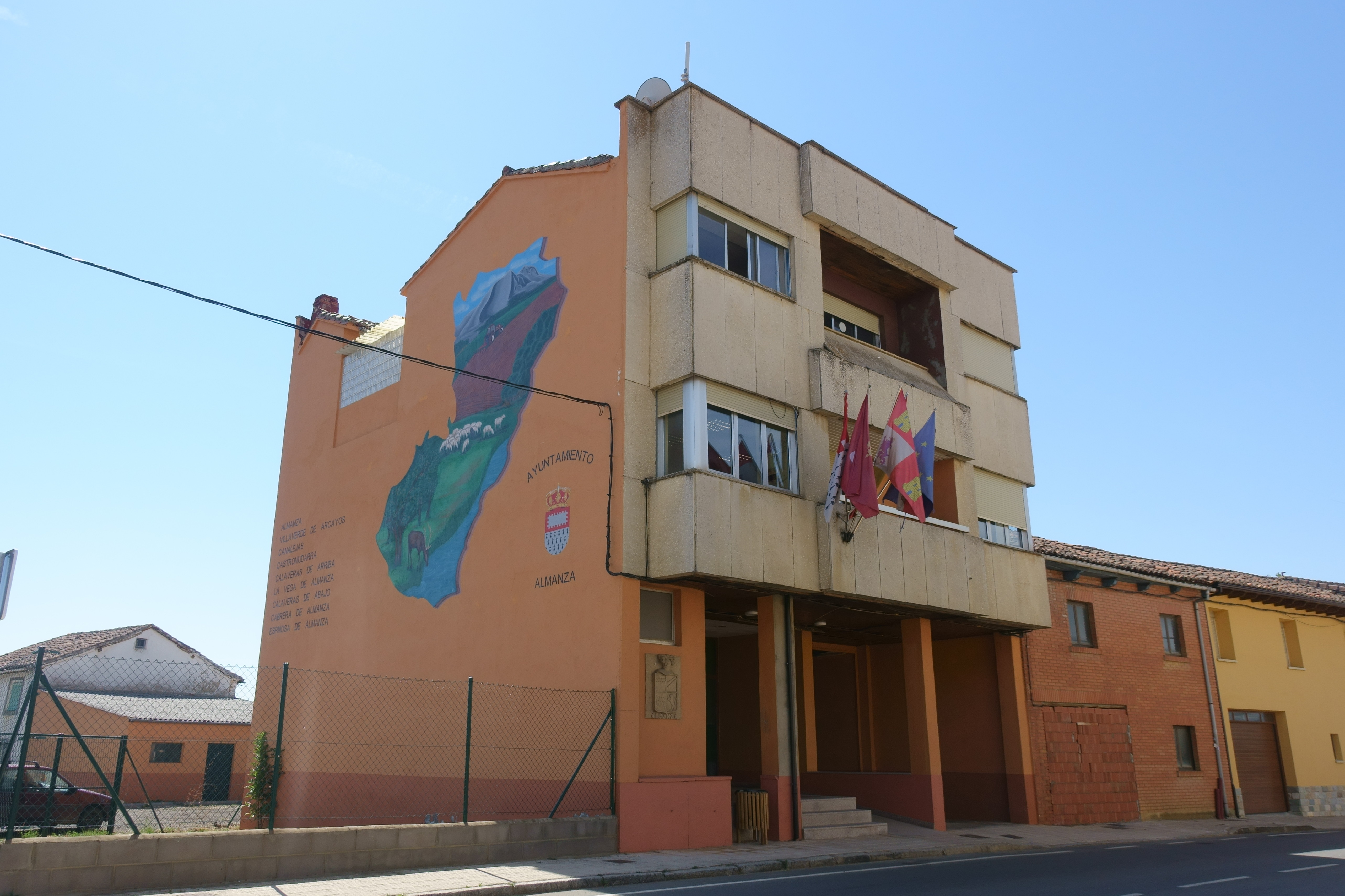
Rathaus

## Persönlichkeiten
- Ramiro Díaz Sánchez (* 1934 in Villaverde de Arcayos), Apostolischer Vikar von Machiques